# Serie A (fútbol femenino)
La Serie A Femminile, denominada comercialmente Serie A Femminile eBay por motivos de patrocinio, es la máxima competición entre equipos de fútbol femenino de Italia. Fue establecida en 1968 y está organizada, regulada y dirigida por la Federación Italiana de Fútbol (FIGC).

## Sistema de competición
Desde la temporada 2022-23, la Serie A Femenina cuenta con 10 equipos y se desarrolla en dos fases. En la primera fase, los equipos se enfrentan en un sistema doble de todos contra todos, una vez en su estadio y otra en el de los contrincantes, por un total de 18 fechas. Los equipos que obtienen la victoria en cada juego reciben tres puntos, y uno para cada quien en caso de empate; en caso de derrota, no obtienen puntos.
En la segunda fase, los primeros cinco equipos en la tabla se enfrentan en un grupo para ganar la liga (poule scudetto), mientras que los últimos cinco en otro grupo para lograr la permanencia en la Serie A (poule salvezza); cada equipo comienza la segunda fase con los puntos obtenidos durante la primera. Los dos grupos se caracterizan por un sistema doble de todos contra todos. Al término de esta fase, el equipo que finaliza con más puntos en el primer grupo gana el scudetto, título del equipo campeón de Italia, y se clasifica para la Liga de Campeones junto al segundo clasificado; en el segundo grupo, el último equipo desciende directo a la Serie B, mientras que el penúltimo se enfrenta al segundo clasificado de la Serie B para participar en la Serie A de la temporada siguiente.

## Historia
Aunque ya en los años 1930 se habían promovido iniciativas con la participación de mujeres futbolistas, fue solo en 1968 que fue fundada oficialmente la Federación Italiana de Fútbol Femenino (Federazione Italiana Calcio Femminile, FICF). El mismo año, se disputó el primer campeonato nacional, entre mayo y septiembre, con 10 equipos divididos en dos grupos (Norte y Sur). En 1970, se produjo una escisión: 10 clubes abandonaron la FICF para fundar una nueva Federación, la FFIGC (Federazione Italiana Femminile Giuoco Calcio), con la consiguiente organización de un segundo campeonato. Las dos Federaciones se unieron en 1972 en la FFIUGC (Federazione Femminile Italia Unita Giuoco Calcio).
En 1980, se constituyó la Asociación de las Futbolistas Italianas. En 1983, la Federación Italiana de Fútbol Femenino (Federazione Italiana Giuoco Calcio Femminile) se adhirió al Comité Olímpico Nacional Italiano. En 1986, se constituyó el Comité de Fútbol Femenino, incorporada en la Liga Nacional Amateur (LND); en 2011, fue creado el Departamento de Fútbol Femenino de la LND. La temporada 2013-14 fue la última en ver 16 equipos en la Serie A: serían 14 en 2014 y 12 de 2015 a 2022. Hasta la temporada 2012-13, los últimos dos equipos en la tabla descendían a la Serie A2, que fue renombrada "Serie B" desde la temporada siguiente.
En los últimos años, gracias a las reformas realizadas por la FIGC, varios clubes profesionales han entrado en el fútbol femenino con su propio equipo, como Fiorentina, Lazio, Empoli, Sassuolo, Juventus de Turín, Inter de Milán, AC Milan, Roma, Hellas Verona y Sampdoria.
El Torres de Sassari es el club más laureado de la liga con 7 títulos.

## Equipos participantes en la temporada 2025-26
| Equipo            | Ciudad    | Entrenador             | Estadio                                            | Aforo  | Proveedor          | Patrocinador      |
| ----------------- | --------- | ---------------------- | -------------------------------------------------- | ------ | ------------------ | ----------------- |
| Como              | Como      | Stefano Sottili        | Stadio Ferruccio (Seregno)                         | 3 700  | Nike               | WeAre8            |
| Fiorentina        | Florencia | Pablo Piñones-Arce     | Stadio Curva Fiesole - Viola Park (Bagno a Ripoli) | 3 000  | Kappa              | Mediacom          |
| Genoa             | Génova    | Sebastiàn De La Fuente |                                                    |        | Kappa              | Pulsee Luce e Gas |
| Inter de Milán    | Milán     | Gianpiero Piovani      | Arena Civica                                       | 10 000 | Nike               | Betsson Sport     |
| Juventus de Turín | Turín     | Massimiliano Canzi     | Juventus Training Center (Vinovo)                  | 400    | Adidas             | Save the Children |
| Lazio             | Roma      | Gianluca Grassadonia   | Stadio Mirko Fersini (Formello)                    | 3 000  | Mizuno Corporation | TIM               |
| Milan             | Milán     | Suzanne Bakker         | Centro Sportivo Vismara                            | 1 200  | Puma               | Banco BPM         |
| Napoli            | Nápoles   | David Sassarini        | Stadio Giuseppe Piccolo (Cercola)                  | 3 947  | Acerbis            |                   |
| Parma             | Parma     | Giovanni Valenti       | Stadio Il Noce (Noceto)                            | 800    | Puma               | inX.aero          |
| Roma              | Roma      | Luca Rossettini        | Stadio Tre Fontane                                 | 4 000  | Adidas             | TIM               |
| Sassuolo          | Sassuolo  | Alessandro Spugna      | Stadio Enzo Ricci                                  | 4 008  | Puma               | Mapei             |
| Ternana           | Terni     | Antonio Cincotta       | Stadio Moreno Gubbiotti                            | 800    | Macron             | Unicusano         |

## Títulos por clubes
Actualizado el 8 de mayo de 2023.
| Club                     | Títulos | Años                                     |
| ------------------------ | ------- | ---------------------------------------- |
| Torres                   | 7       | 1994, 2000, 2001, 2010, 2011, 2012, 2013 |
| Juventus Women           | 6       | 2018, 2019, 2020, 2021, 2022, 2025       |
| Lazio                    | 5       | 1979, 1980, 1987, 1988, 2002             |
| Verona                   | 5       | 2005, 2007, 2008, 2009, 2015             |
| ACF Milan                | 4       | 1970 (FFIGC), 1973 (FICF), 1975, 1999    |
| Alaska Lecce             | 3       | 1981, 1982, 1983                         |
| Trani 80                 | 3       | 1984, 1985, 1986                         |
| Reggiana                 | 3       | 1990, 1991, 1993                         |
| Bologna                  | 2       | 1968 (UISP), 1969 (UISP)                 |
| Padova                   | 2       | 1972, 1973                               |
| Valdobbiadene            | 2       | 1976, 1977                               |
| Modena                   | 2       | 1997, 1998                               |
| Foroni Verona            | 2       | 2003, 2004                               |
| Brescia                  | 2       | 2014, 2016                               |
| AS Roma                  | 2       | 2023, 2024                               |
| Genova                   | 1       | 1968 (FICF)                              |
| Res Roma                 | 1       | 1969 (FICF)                              |
| Real Torino              | 1       | 1970 (FICF)                              |
| Piacenza                 | 1       | 1971 (FFIGC)                             |
| Real Juventus            | 1       | 1971 (FICF)                              |
| Falchi Astro Montecatini | 1       | 1974                                     |
| Jolly Catania            | 1       | 1978                                     |
| Giugliano Campania       | 1       | 1989                                     |
| Milan 82                 | 1       | 1992                                     |
| Agliana                  | 1       | 1995                                     |
| Verona Gunther           | 1       | 1996                                     |
| Fiammamonza              | 1       | 2006                                     |
| Fiorentina               | 1       | 2017                                     |

- FFIGC = Federazione Femminile Italiana Giuoco Calcio
- FICF = Federazione Italiana Calcio Femminile
- UISP = Unione Italiana Sport Popolare